# オリヴィア・オルソン
オリヴィア・オルソン（Olivia Olson、1992年5月21日 - ）は、アメリカ合衆国の女優、声優。

## 出演作品
- ラブ・アクチュアリー（2003年）、レッド・ノーズ・デイ・アクチュアリー（2017年） (ジョアンナ)
- アドベンチャー・タイム（マーセリン）
- フィニアスとファーブ (ヴァネッサ・ドゥーフェンシュマーツ)
- パワーパフガールズ （ブリス：アメリカ・カナダ版）